# Springfield (Louisiana)
Springfield és una població dels Estats Units a l'estat de Louisiana. Segons el cens del 2000 tenia 395 habitants.

## Demografia
Segons el cens del 2000, Springfield tenia 395 habitants, 162 habitatges, i 115 famílies. La densitat de població era de 108,9 habitants/km².
Dels 162 habitatges en un 27,8% hi vivien nens de menys de 18 anys, en un 51,9% hi vivien parelles casades, en un 12,3% dones solteres, i en un 28,4% no eren unitats familiars. En el 25,9% dels habitatges hi vivien persones soles l'11,1% de les quals corresponia a persones de 65 anys o més que vivien soles. El nombre mitjà de persones vivint en cada habitatge era de 2,44 i el nombre mitjà de persones que vivien en cada família era de 2,9.
Per edats la població es repartia de la següent manera: un 23,5% tenia menys de 18 anys, un 8,1% entre 18 i 24, un 24,1% entre 25 i 44, un 28,4% de 45 a 60 i un 15,9% 65 anys o més.
L'edat mediana era de 41 anys. Per cada 100 dones de 18 o més anys hi havia 89,9 homes.
La renda mediana per habitatge era de 28.125 $ i la renda mediana per família de 48.750 $. Els homes tenien una renda mediana de 35.536 $ mentre que les dones 21.667 $. La renda per capita de la població era de 17.075 $. Entorn del 19% de les famílies i el 20,8% de la població estaven per davall del llindar de pobresa.

## Poblacions més properes
El següent diagrama mostra les poblacions més properes.